# Lincoln County (Minnesota)
Das Lincoln County ist ein County im US-amerikanischen Bundesstaat Minnesota. Im Jahr 2020 hatte das County 5640 Einwohner und eine Bevölkerungsdichte von 4,1 Einwohnern pro Quadratkilometer. Der Verwaltungssitz (County Seat) ist Ivanhoe.

## Geografie
Das County liegt im Südwesten von Minnesota und grenzt im Westen an South Dakota. Es hat eine Fläche von 1420 Quadratkilometern, wovon 30 Quadratkilometer Wasserfläche sind. An das Lincoln County grenzen folgende Nachbarcountys:
| Deuel County (South Dakota)     | Yellow Medicine County |             |
| Brookings County (South Dakota) |                        | Lyon County |
|                                 | Pipestone County       |             |

## Geschichte

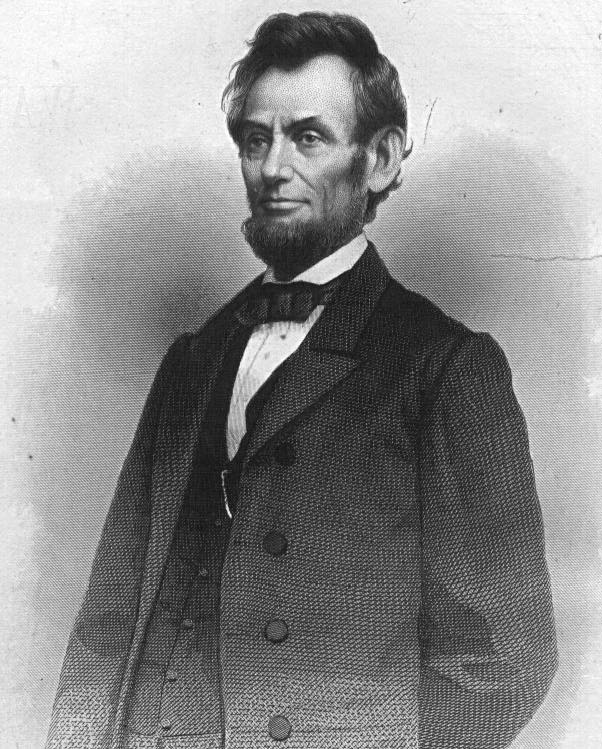
Lincoln

Das Lincoln County wurde am 4. November 1873 aus Teilen des Lyon County gebildet. Benannt wurde es nach Abraham Lincoln (1809–1865), dem 16. Präsidenten (1861–1865) der Vereinigten Staaten.

Acht Bauwerke und Stätten des Countys sind im National Register of Historic Places eingetragen (Stand 29. Januar 2018).

## Demografische Daten

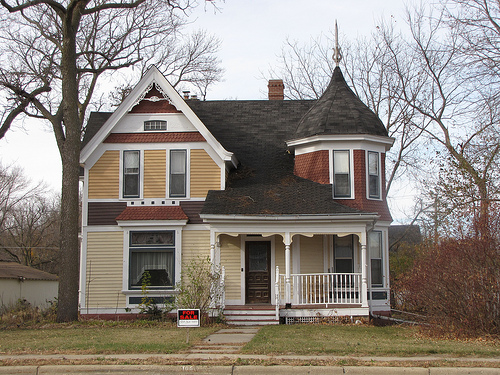
Das Ernst Osbeck House, gelistet im NRHP

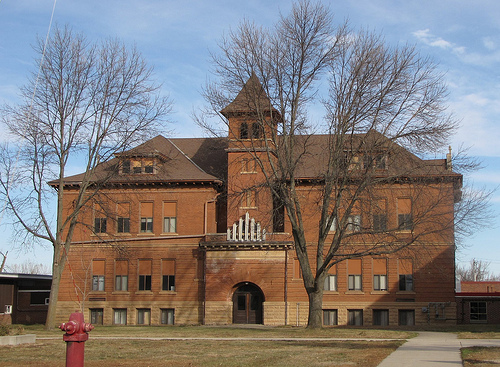
Die Tyler Public School, gelistet im NRHP

Nach der Volkszählung im Jahr 2010 lebten im Lincoln County 5896 Menschen in 2570 Haushalten. Die Bevölkerungsdichte betrug 4,2 Einwohner pro Quadratkilometer. In den 2570 Haushalten lebten statistisch je 2,24 Personen.
Ethnisch betrachtet setzte sich die Bevölkerung zusammen aus 98,5 Prozent Weißen, 0,1 Prozent Afroamerikanern, 0,2 Prozent amerikanischen Ureinwohnern, 0,3 Prozent Asiaten, 0,1 Prozent Polynesiern sowie aus anderen ethnischen Gruppen; 0,8 Prozent stammten von zwei oder mehr Ethnien ab. Unabhängig von der ethnischen Zugehörigkeit waren 1,7 Prozent der Bevölkerung spanischer oder lateinamerikanischer Abstammung.
22,1 Prozent der Bevölkerung waren unter 18 Jahre alt, 53,3 Prozent waren zwischen 18 und 64 und 24,6 Prozent waren 65 Jahre oder älter. 49,8 Prozent der Bevölkerung war weiblich.

Das jährliche Durchschnittseinkommen eines Haushalts lag bei 46.270 USD. Das Pro-Kopf-Einkommen betrug 25.570 USD. 9,4 Prozent der Einwohner lebten unterhalb der Armutsgrenze.

## Ortschaften im Lincoln County
Citys
| - Arco - Hendricks - Ivanhoe | - Lake Benton - Tyler |

Unincorporated Community
- Verdi

## Gliederung
Das Lincoln County ist neben den fünf Citys in 15 Townships eingeteilt:
| Township              | Einwohner (2010) | FIPS     |
| --------------------- | ---------------- | -------- |
| Alta Vista Township   | 175              | 27-01180 |
| Ash Lake Township     | 151              | 27-02476 |
| Diamond Lake Township | 207              | 27-15940 |
| Drammen Township      | 118              | 27-16372 |
| Hansonville Township  | 90               | 27-27026 |

| Township             | Einwohner (2010) | FIPS     |
| -------------------- | ---------------- | -------- |
| Hendricks Township   | 201              | 27-28448 |
| Hope Township        | 272              | 27-30104 |
| Lake Benton Township | 241              | 27-34118 |
| Lake Stay Township   | 156              | 27-35054 |
| Limestone Township   | 136              | 27-37106 |

| Township            | Einwohner (2010) | FIPS     |
| ------------------- | ---------------- | -------- |
| Marble Township     | 161              | 27-40436 |
| Marshfield Township | 242              | 27-40760 |
| Royal Township      | 189              | 27-56158 |
| Shaokatan Township  | 178              | 27-59377 |
| Verdi Township      | 206              | 27-66730 |